# Pedro Ramírez
Pedro Pablo Ramírez Machuca (ur. 30 stycznia 1884 w La Paz, zm. 11 czerwca 1962 w Buenos Aires) – argentyński wojskowy i polityk, jeden z inicjatorów czerwcowego zamachu stanu w 1943 roku, wprowadzającego rządy junty wojskowej. W latach 1943–1944 pełnił urząd prezydenta Argentyny.
W 1943 roku był jednym z liderów Grupy Zjednoczonych Oficerów, proniemieckiego zrzeszenia oficerów głównie niższego stopnia, które 4 czerwca obaliło dotychczasowego prezydenta Ramóna Castillo i wprowadziło rządy wojskowe. Od 1942 do 1943 roku był ministrem wojny w rządzie Castillo. Funkcję tę sprawował również w gabinecie Artura Rawsona, pierwszym po zamachu 1943 roku.
Po obaleniu Rawsona przejął obowiązki prezydenta kraju. W połowie 1944 roku po serii porażek wojsk III Rzeszy na froncie zachodnim i wschodnim, i coraz bliższej wizji zakończenia wojny, jego rząd podjął decyzję o zerwaniu stosunków dyplomatycznych z Japonią i Niemcami. W obozie wojskowych cały czas trwała walka o władzę i tę ostatnią decyzję wykorzystał przeciw Ramírezowi generał Edelmiro Farrell, który został nowym prezydentem.
Jego żoną była María Inés Lobato. Zmarł na nowotwór.